# Cealîc, Taraclia
Cealîc este satul de reședință al comunei cu același nume  din raionul Taraclia, Republica Moldova.

## Demografie

### Structura etnică
Structura etnică a satului Cealîc conform recensământului populației din 2004:
| Grup etnic                    | Populație | % Procentaj |
| ----------------------------- | --------- | ----------- |
| Găgăuzi                       | 234       | 45,70%      |
| Băștinași declarați Moldoveni | 102       | 19,92%      |
| Bulgari                       | 94        | 18,36%      |
| Ucraineni                     | 46        | 8,98%       |
| Ruși                          | 32        | 6,25%       |
| Alții                         | 4         | 0,78%       |
| Total                         | 512       |             |